# Cráton
Cratão, Crátons ou Cratões (do grego κράτος kratos, significa "força") são porções diferenciadas da litosfera continental, composta pela crosta continental e uma porção do manto superior, caracterizados por apresentarem raízes mantélicas antigas e espessas, as quais se estendem por centenas de quilômetros no manto terrestre. Essas características conferem-lhes a particularidade de possuírem alta resistência mecânica e, por consequência, longa estabilidade tectônica, de modo que representam unidades geológicas poupadas de orogêneses Fanerozoicas. São caracteristicamente/essencialmente compostos por um embasamento cristalino antigo, apresentam geralmente núcleos Arqueanos, havendo comumente materiais mais jovens que podem ter experimentado ou não deformações e/ou metamorfismo. Podem apresentar cobertura que compreendem unidades cujas idades vão desde o Paleoproterozoico ao Recente.
São geralmente localizados nos interiores das placas tectônicas, tendo frequentemente sobrevivido a ciclos de abertura e fechamento continentais, delimitados por cinturões orogênicos. Embora incomum, áreas cratônicas podem sofrer riteamento e separação seguida de deriva continental, com instalação de oceano à medida que os processos tectônicos atuam, como ocorreu com o Cráton São Francisco-Congo durante a fragmentação do supercontinente Gondwana.
Os crátons são divididos em dois tipos principais de estruturas: os escudos cristalinos e as plataformas:
- Escudos Cristalinos: são também chamados de maciços antigos e caracterizam-se por serem compostos por rochas cristalinas (ígneas e metamórficas). São tipos de crátons que afloraram na superfície, ou seja, não foram recobertos por outros tipos de estruturas geológicas.
- Plataformas: são composições de crátons recobertas por outras formações estruturais, geralmente por camadas de sedimentos, as bacias sedimentares. São também conhecidas por embasamentos cristalinos e geralmente são formadas por regiões de depressões relativas, salvo quando a cobertura sedimentar é muito extensa.

A palavra Cráton foi proposta pela primeira vez pelo geólogo austríaco Leopold Kober em 1921 como Kratogen, referindo-se a plataformas continentais estáveis, propondo também orogen como termo para cinturões de montanha ou orogênicos. Mais tarde, Hans Stille encurtou o antigo termo para kraton, do qual deriva a palavra atual.
Os crátons possuem grande relevância econômica por serem hospedeiros de importantes depósitos de minérios, principalmente metais como ouro, ferro e cobre, como nas províncias Quadrilátero Ferrífero e Carajás no Brasil. Além disso o estudo dos Crátons fornece significativa contribuição para o compreensão da estrutura e do passado geológico do planeta, uma vez que essas unidades alojam rochas muito antigas e pouco deformadas.
Exemplos pelo mundo são os Congo e o Kaapvaal na África do Sul, Cráton Norte Americano na América do Norte, Cráton Indiano na Índia, Cráton do Norte da China, Cráton Pilbara  na Austrália Ocidental entre outros. O Brasil possui quatro unidades cratônicas em seu território, abordadas a seguir, sendo eles o Amazônico, do São Francisco, Rio de la Plata  e São Luís.

## Estrutura

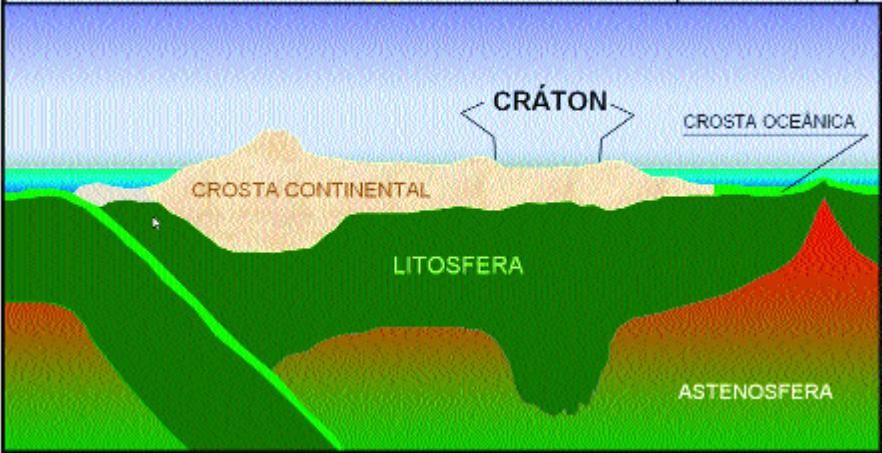
Ilustração esquemática de seção em um continente hipotético, evidenciando sua estrutura litosfera composta por raízes profundas do manto sob o cráton, e as variações de espessura crustal. Retirado de Alkmin (2004)

Crátons possuem raízes litosféricas frias e espessas, entre 200 e 400 km de espessura, com a zona de baixa velocidade do manto mal definida ou até mesmo ausente, comprovado por estudos de tomografia sísmica do manto. São isostaticamente positivos, entretanto correspondem aos grandes baixos topográficos dos continentes, sendo verdadeiros hospedeiros de grandes bacias hidrográficas. Possuem relevo interno pouco pronunciado, em contraste às faixas orogênicas que os cerca.
As raízes mantélicas se estendem até a Astenosfera, o que corresponde a mais de duas vezes a espessura típica de aproximadamente 100 km das litosferas comuns. São sustentados por um manto litosférico diferenciado e menos denso que aquele sob os oceanos, causados por um desfalque em Fe e Al. Sendo assim a litosfera cratônica é distintamente diferente à oceânica, uma vez que os Crátons apresentam flutuabilidade neutra ou positiva e baixa densidade, a qual compensa a densidade devido à contração geotérmica e impede que o Cráton se afunde no manto profundo.

## Formação
Embora os crátons sejam reconhecidos há muito tempo como uma parte importante da crosta continental, sua origem e evolução ainda não são bem compreendidas. A maioria dos pesquisadores concorda que os crátons são o produto final de orogêneses de colisão e, portanto, são como corpos que construíram o continente.
O processo de formação de crátons a partir de rochas mais antigas é chamado cratonização. A primeira massa cratônica formou-se no Arqueano. Devido à maior concentração de isótopos radioativos naquela época, e ao calor residual do processo de acreção na Terra, o fluxo de calor do planeta no início do Arqueano era quase três vezes maior que o atual. Houve consideravelmente maiores atividades vulcânicas e tectônicas, o manto era menos viscoso e a crosta mais fina. Isso rapidamente resultou em crostas oceânicas formadas em cadeias e pontos quentes, e no rápido reaproveitamento dessas crostas em zonas de subducção. A superfície da Terra provavelmente foi separada em várias pequenas placas com arcos de ilha e arcos vulcânicos. Os continentes existentes eram pequenos, impedidos de se agruparem para formar corpos maiores, devido à alta taxa de atividade geológica.
Existem pelo menos três hipóteses de como os crátons foram formados: 1) A superfície da crosta foi engrossada por plumas mantélicas; 2) Placas de subducção sucessivas de litosfera oceânica que se alojaram em baixo do futuro cráton, colando-se a ele e tornando-o mais grosso; 3) Crescimento a partir de arcos de ilhas ou fragmentos continentais que são juntamente transportadas e espessadas até a formação do cráton.

## Crátons no território brasileiro

Mapas com os principais crátons presentes no Brasil, evidenciando sua expressão no relevo. Interessante observar que neles hospedam-se as grandes bacias e sinéclises. Mapa do relevo do Brasil elaborado por J.B.Françolin e subdivisão tectônica do Brasil baseada em Almeidaet al. (1977). Retirado de Alkmin (2004).

### Cráton do São Francisco
O Cráton do São Francisco está localizado na porção centro-leste do continente sul-americano, especialmente sob os estados de Minas Gerais e Bahia. O Cráton corresponde a terrenos de origem arqueana, que foram modificados durante eventos paleo e neoproterozoicos, durante a Orogenia Brasiliana e adquiriram estabilidade ao final do Evento Transamazônico. Está hospedado sobre a  antiga placa São Francisco-Congo e é envolvido numa sucessão de colisões que terminam com a formação do Gondwana ao final do Neoproterozoico, sendo o Cráton do Congo o representante da extensão do Cráton São Francisco na África (ver: Deriva Continental). Seus limites são delimitados pelas faixas brasilianas Brasília (a sul e oeste), Rio Preto (a noroeste), Riacho do Pontal (a norte), Sergipana (a norte) e Araçuaí (a sudeste). A leste, o Cráton encontra a margem continental, em que se situam as bacias do Jequitinhonha, Almada, Camamú e Jacuípe.
Na porção interior do Cráton, predominam coberturas pré-cambrianas e fanerozoicas, com locais de exposição do embasamento. Tais coberturas compreendem três grandes unidades morfotectônicas: a Bacia do São Francisco, o Aulacógeno do Paramirim e uma grande parte do Rifte Recôncavo-Tucano-Jatobá.  Além destes, há participação de domínios neoproterozoicos do tipo foreland do Rio Pardo e da Faixa Sergipana. Já a porção do embasamento exposto ao sul do Cráton, na faixa sul do Quadrilátero Ferrífero, corresponde ao Cinturão Mineiro.

### Cráton Amazônico
O Cráton Amazônico estende-se por uma área de cerca de quatro milhões de quilômetros quadrados no norte do país e constitui a maior região cratônica do Brasil. É composto por terrenos Arqueanos a Mesoproterozoico denominados Escudo das Guianas, ao norte, e do Escudo do Guaporé ou do Brasil Central, ao sul, separadas pelas grandes bacias sedimentares Fanerozoicas do Amazonas e Solimões. Devido à densa cobertura de floresta tropical Amazônica, é uma das menos estudadas e conhecidas áreas de terrenos pré-cambrianos do mundo.
A partir de estudos geocronológicos do Cráton Amazônico, os Escudos foram divididos em oito províncias geotectônicas: a província Amazônica Central é interpretada como produto da fusão parcial de crosta continental arqueana; as províncias Carajás-Imatacá e Transamazônica consistem em terrenos granito-greenstone belts; as províncias Tapajós-Parima e Rondônia-Juruena são discutidas como crosta acrescida como cinturões orogênicos; Rio Negro e Sunsás, províncias relacionadas à reciclagem magmática de cinturões orogênicos mais antigos; e a província K’Mudku, desenvolvida em uma extensa zona de cisalhamento que resultou na deformação e retrabalhamento de rochas. Dentre essas, as exposições arqueanas se restringem à Província Carajás-Imataca, com a maior quantidade de rochas dessa idade aflorantes no país.

### Cráton São Luis
O Cráton São Luís encontra-se ao norte do Brasil, cobrindo partes do estados do Maranhão e do Pará, tendo extensão de cerca de 400 km na direção leste-oeste e 120 km na direção norte-sul. Ele se formou a partir de terrenos paleoproterozoicos e sofreu modificações durante o Ciclo Orogênico Transamazônico. Seus limites não são muito claros, devido às descontinuidades com coberturas Fanerozoicas, mas estima-se que seu limite leste se encontre a algumas dezenas de quilômetros a leste da Cidade de São Luís, o sudoeste é delimitado pela zona de cisalhamento Tentugal e pela Faixa Gurupi e a norte suas rochas são cortadas pelo litoral brasileiro e desaparecem sob as bacias costeiras fanerozoicas. As rochas do cráton consistem em três suítes de granitoides e uma sucessão metavulcanossedimentar pouco volumosa. Essas rochas são cobertas por bacias sedimentares mais jovens.

### Cráton Rio de La Plata
O Cráton Rio de la Plata abrange o Estado do Rio Grande do Sul, no Brasil, o Uruguai e a porção nordeste da Argentina. O Cráton é composto por complexos metassedimentares de idade Arqueana a Paleoproterozoica, tendo sido consolidado no Paleoproterozoico, ao fim da Orogenia Transamazônica, e modificado durante a Orogenia Brasiliana, no Neoproterozoico.
Colisões do Cráton Rio de la Plata com outros Crátons deram origem a cinturões orogênicos, como o cinturão Dom Feliciano, em colisão com o Cráton São Francisco, a norte do Cráton Rio de la Plata; o cinturão Kaoko, em colisão com o Cráton do Congo, a nordeste do Cráton Rio de la Plata; e o cinturão Gariep, em colisão com o Cráton Kalahari, a leste do Cráton Rio de la Plata. Estes cinturões são evidências importantes para a amalgamação da porção oeste do Supercontinente Gondwana.
O Cráton Rio de la Plata é coberto quase que completamente por cobertura Fanerozoica, dificultando a definição de limites e extensão.